# Diplotaxis decumbens
Diplotaxis decumbens är en korsblommig växtart som först beskrevs av Auguste Jean Baptiste Chevalier, och fick sitt nu gällande namn av Rustan och Liv Borgen. Diplotaxis decumbens ingår i släktet mursenaper, och familjen korsblommiga växter. Inga underarter finns listade i Catalogue of Life.